# Luciano Spalletti
Luciano Spalletti, född 7 mars 1959 i Certaldo, Italien, är en italiensk fotbollstränare som sedan 2023 är förbundskapten för Italiens landslag. Spalletti var tränare i det italienska laget Inter mellan 2017 och 2019. Han tränade Napoli mellan 2021 och 2023.
Han har bl.a. tränat AS Roma och han har haft framgångsrika år som tränare i Udinese. Han förde sitt Udinese till Champions League-kval säsongen 2004/2005 det blev också hans sista säsong i klubben. Han använde sig främst av ett 4-2-3-1 system i Roma. Spalletti spelade också utan en renodlad forward under stora delar av säsongen. Roma slutade först på 5:e plats i ligan efter Spalettis första år som tränare, men efter "calicopoli" domen så stod det klart att Spalettis Roma slutade på 2:a plats i ligan vilket också innebar en direktplats i Champions League.
Den 29 maj 2021 meddelade Napoli att Spalletti tog över som huvudtränare i klubben, där han ersatte Gennaro Gattuso.

## Meriter

### Tränare
Empoli
- Serie B: 1996/1997

 AS Roma
- Coppa Italia: 2006/2007, 2007/2008
- Supercoppa italiana: 2007

 Zenit St. Petersburg
- Premjer-Liga: 2010, 2011/2012
- Ryska Supercupen: 2011

 SSC Napoli
- Serie A: 2022/2023